# Jacquemontia linoides
Jacquemontia linoides är en vindeväxtart som först beskrevs av Jacques Denys Denis Choisy, och fick sitt nu gällande namn av Carl Daniel Friedrich Meisner. Jacquemontia linoides ingår i släktet Jacquemontia och familjen vindeväxter. Inga underarter finns listade i Catalogue of Life.